# Bergamasco
Bergamasco (piemontesisch Bergamäss) ist eine Gemeinde in der italienischen Provinz Alessandria (AL), Region Piemont.

## Lage und Einwohner
Die Gemeinde Bergamasco liegt 18 km südwestlich von der Provinzhauptstadt Alessandria am Unterlauf des Belbo (Flusssystem Tanaro/Po) auf einer Meereshöhe von 125 m, an der Grenze zur Provinz Asti. Das Gemeindegebiet umfasst eine Fläche von 13,3 km² und hat 676 (Stand 31. Dezember 2023) Einwohner.
Die Nachbargemeinden sind Bruno (AT), Carentino, Castelnuovo Belbo (AT), Incisa Scapaccino (AT) und Oviglio.

## Geschichte

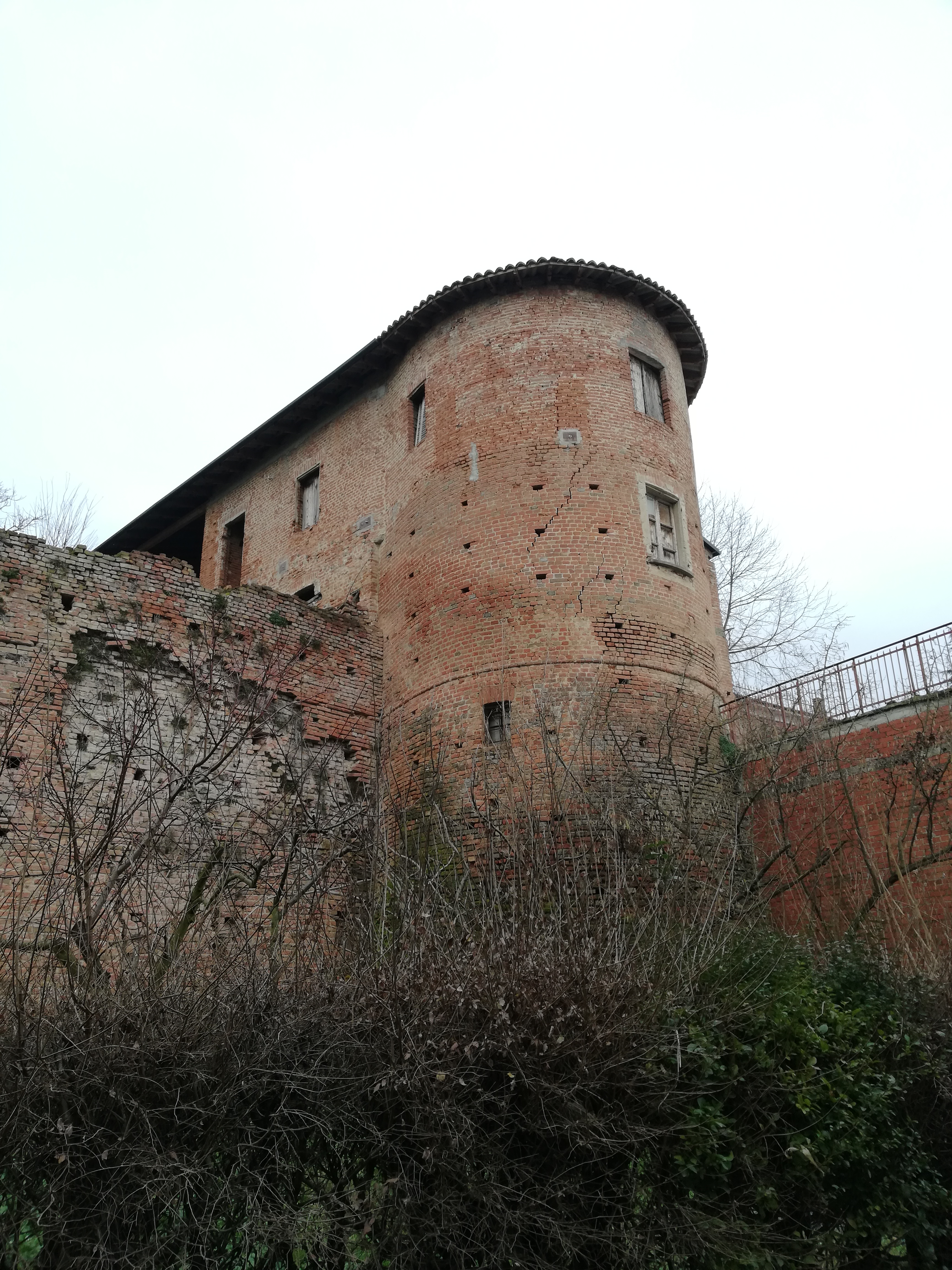
Palazzo Moscheni

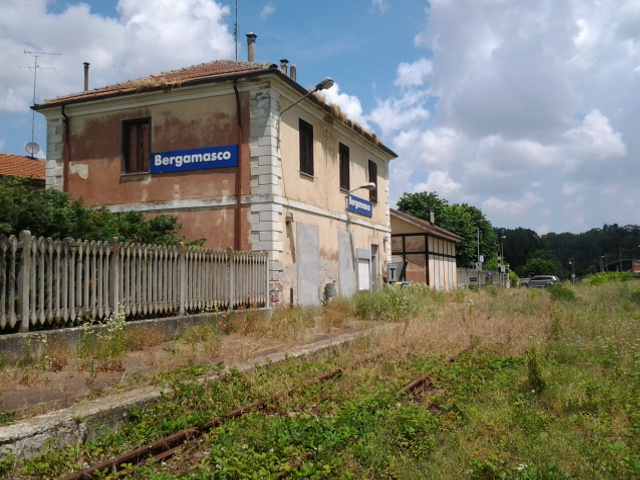
Bahnhof von Bergamasco

Der Ortsname scheint eine Widerspiegelung der Familie Bergamo zu sein, könnte aber auch einen germanischen Ursprung haben und sich auf die Vorsilbe „berg-“ beziehen, die „Hügel, Anhöhe“ bedeutet, und auf den Begriff „maschen“, der „Hügel“ bedeutet. Der gesamte Name würde somit „befestigter Hügel“ bedeuten. Eine andere Referenz könnte die von GENS MATIA oder „Mascia“ sein, für die es jedoch keine sicheren Zeugnisse gibt. Die Ursprünge der Siedlung reichen bis in die prähistorische Zeit zurück, wie einige neolithische Funde in der nahegelegenen Gemeinde Carentino belegen. Sein Name wurde 1014 zum ersten Mal in einem Dokument erwähnt, in dem es als „Castellum“ definiert wurde, um seinen quadratischen Grundriss mit Mauern und Türmen zu unterstreichen.
Bis zum Jahr 1540 war es Teil der Herrschaft der Markgrafen von Incisa, bis es in die Aufmerksamkeit des Herzogtums Mailand und der Markgrafen von Monferrato geriet, unter deren Einfluss es mehrmals abwechselnd stand und während der Kämpfe zwischen den beiden mehrfach geplündert wurde. 1453 wurde sie eine selbständige Gemeinde. 
Die schwerste Zerstörung in ihrer Geschichte wurde von Gian Giacomo Trivulzio angerichtet, einem Mailänder Adligen, der 1498 während des Krieges um die Eroberung des Herzogtums Mailand in den Dienst des Königs von Frankreich trat und dessen Festung plünderte und zerstörte. 
Später wurde es in die Herrschaft von Gonzaga eingegliedert und war von diesem Moment an das Zentrum der Kriege zwischen Frankreich und Spanien. 1708 war das Jahr, in dem es in die Hände der Savoyer überging und eine Zeit der Ruhe begann, die nicht einmal durch Napoleons Expansionsziele gestört wurde.
Bergamasco hat einen Bahnhof an der Bahnstrecke Alessandria–Cavallermaggiore, der aber seit 2012 nicht mehr in Betrieb ist, da die Strecke stillgelegt wurde.

## Sehenswürdigkeiten
- Von den Überresten seiner antiken Vergangenheit sind nur noch Spuren in Form von Ruinen der ehemaligen Mauern des ursprünglichen Dorfes übrig.
- Das Schloss mit Kinomuseum. Auch bekannt als Palazzo Marchionale, wurde es zwischen 1663 und 1685 erbaut. Der kleine Garten beherbergt viele interessante botanische Arten wie Libanonzedern, Zypressen, Magnolien, Sophoras, Birken und Eiben. Nachdem das Schloss den Markgrafen Moscheni gehört hatte, ging es nach Jahren des Verfalls in den Besitz des Bühnenbildners Carlo Leva über, der es nicht nur optisch verschönerte, sondern auch in ein Kinomuseum umwandelte. Das Gebäude ist Teil des Rundgangs „Open Castles of Lower Piedmont“ und sammelt im Ausstellungsbereich verschiedene Kino-Erinnerungsstücke, wie zum Beispiel die Eisenrüstung, die Clint Eastwood im Film „Eine Handvoll Dollar“ verwendete, oder die Skizzen für die Kulissen des Films „Das Gute, das Schlechte und das Hässliche“. Neben dem Museum bietet der Palast viele künstlerische Schönheiten: den Säulenportikus und eine kleine Kapelle im Erdgeschoss, ein Gemälde mit der Darstellung von Nicolao Moscheni oben auf der ersten Treppe und mehrere Räume mit Stuckwänden im Obergeschoss Boden.[4]

## Kulinarische Spezialitäten
Bei Bergamasco werden Reben der Sorte Barbera für den Barbera d’Asti, einen Rotwein mit DOCG-Status angebaut.